# Number 1 Record
| Recensione                        | Giudizio        |
| --------------------------------- | --------------- |
| AllMusic                          | [ 1 ]           |
| Robert Christgau                  | B+              |
| The New Rolling Stone Album Guide | [ 3 ]           |
| Sputnikmusic                      | 4.0 (Excellent) |
| Piero Scaruffi                    | [ 5 ]           |
| Ondarock                          | Pietra miliare  |
| Dizionario del Pop-Rock           | [ 7 ]           |
| 24.000 dischi                     | [ 8 ]           |
| PopMatters                        | [ 9 ]           |

#1 Record è il primo album in studio del gruppo power pop statunitense Big Star, pubblicato nell'aprile del 1972 dalla Ardent.
L'ellepì fu inserito al 434º posto tra i 500 migliori album della speciale classifica stilata dalla rivista specializzata Rolling Stone (2012).

## Tracce
Lato A
1. Feel – 3:31 (Alex Chilton, Chris Bell)
2. The Ballad of El Goodo – 4:19 (Alex Chilton, Chris Bell)
3. In the Street – 2:53 (Alex Chilton, Chris Bell)
4. Thirteen – 2:36 (Alex Chilton, Chris Bell)
5. Don't Lie to Me – 3:11 (Alex Chilton, Chris Bell)
6. The India Song – 2:20 (Andy Hummel)

Lato B
1. When My Baby's Beside Me – 3:20 (Alex Chilton, Chris Bell)
2. My Life Is Right – 3:07 (Chris Bell, Thomas Dean Eubanks)
3. Give Me Another Chance – 3:25 (Alex Chilton, Chris Bell)
4. Try Again – 4:06 (Alex Chilton, Chris Bell)
5. Watch the Sunrise – 3:10 (Alex Chilton, Chris Bell)
6. ST 100/6 – 0:58 (Alex Chilton, Chris Bell)

## Formazione
- Christopher Bell - chitarre, voce
- Alex Chilton - chitarre, voce
- Andy Hummel - basso, pianoforte, voce
- Jody Stephens - batteria, voce

Ospiti
- Terry Manning - pianoforte elettrico, armonie vocali (non accreditato nell'ellepì originale)
- Andrew Love - sassofono (brano: Feel) (non accreditato nell'ellepì originale)
- Wayne Jackson - tromba (brano: Feel) (non accreditato nell'ellepì originale)[14]

Note aggiuntive
- John Fry - produttore esecutivo
- Registrato al Ardent Studios di Memphis (Tennessee) fine 1971 - inizi 1972
- John Fry - ingegnere delle registrazioni
- Carole Ruleman Manning - copertina album
- Ron Pekar - artwork (struttura neon)[15]